# Speed-ball

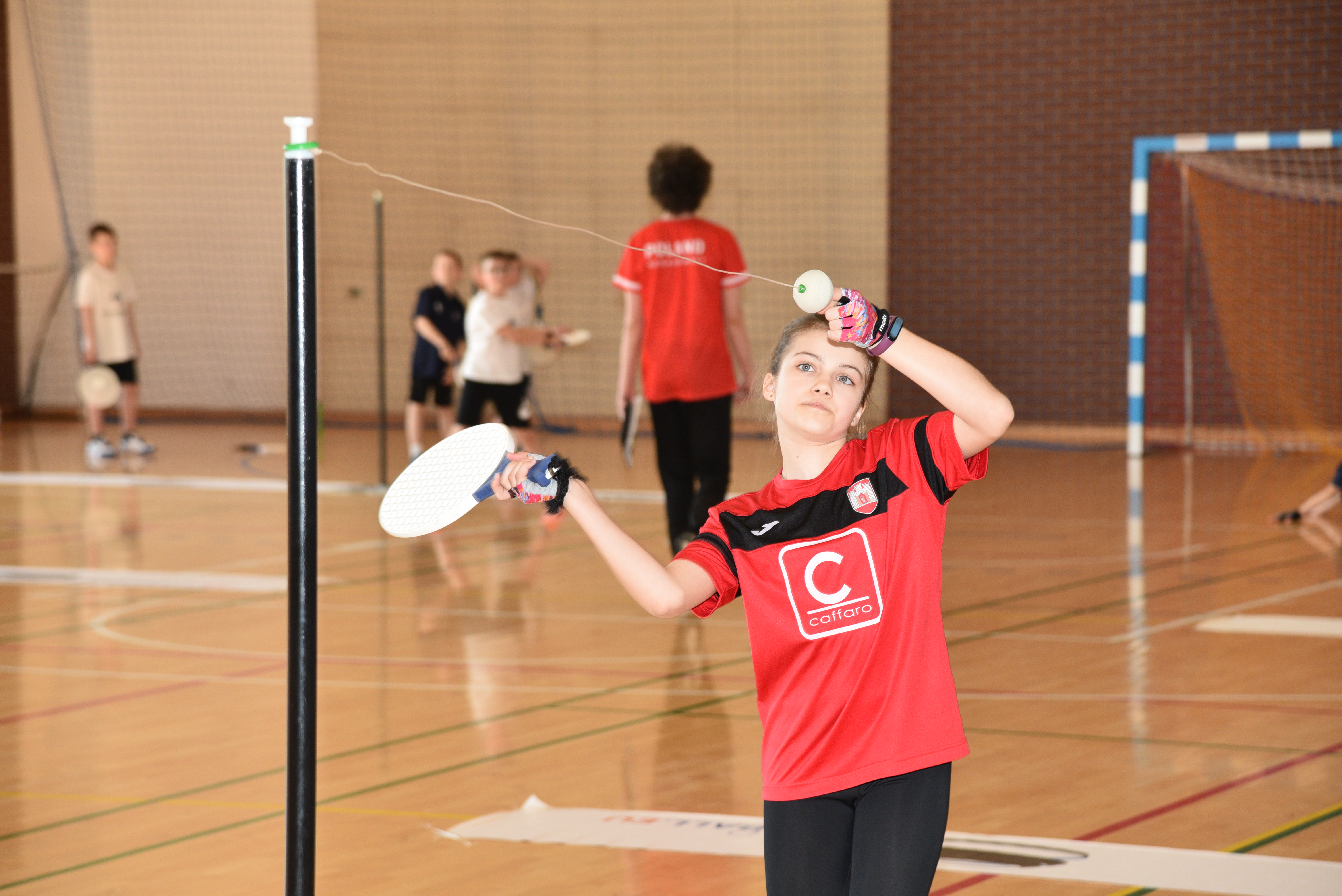
Turniej Speed-ball, Wiślica, 22.04.2023

Speed-ball – dyscyplina sportowa, w której wykorzystywana jest rakieta i piłka na uwięzi. Jest ona przymocowana półtorametrową żyłką do statywu o wysokości 1,7 metra i rotuje po obwodzie wokół niego.
W speed-ballu występują konkurencje: Super Solo, Solo Relay, Singiel, Debel, Debel Mix.

## Wyposażenie
Do uprawiania dyscypliny jest potrzebne:

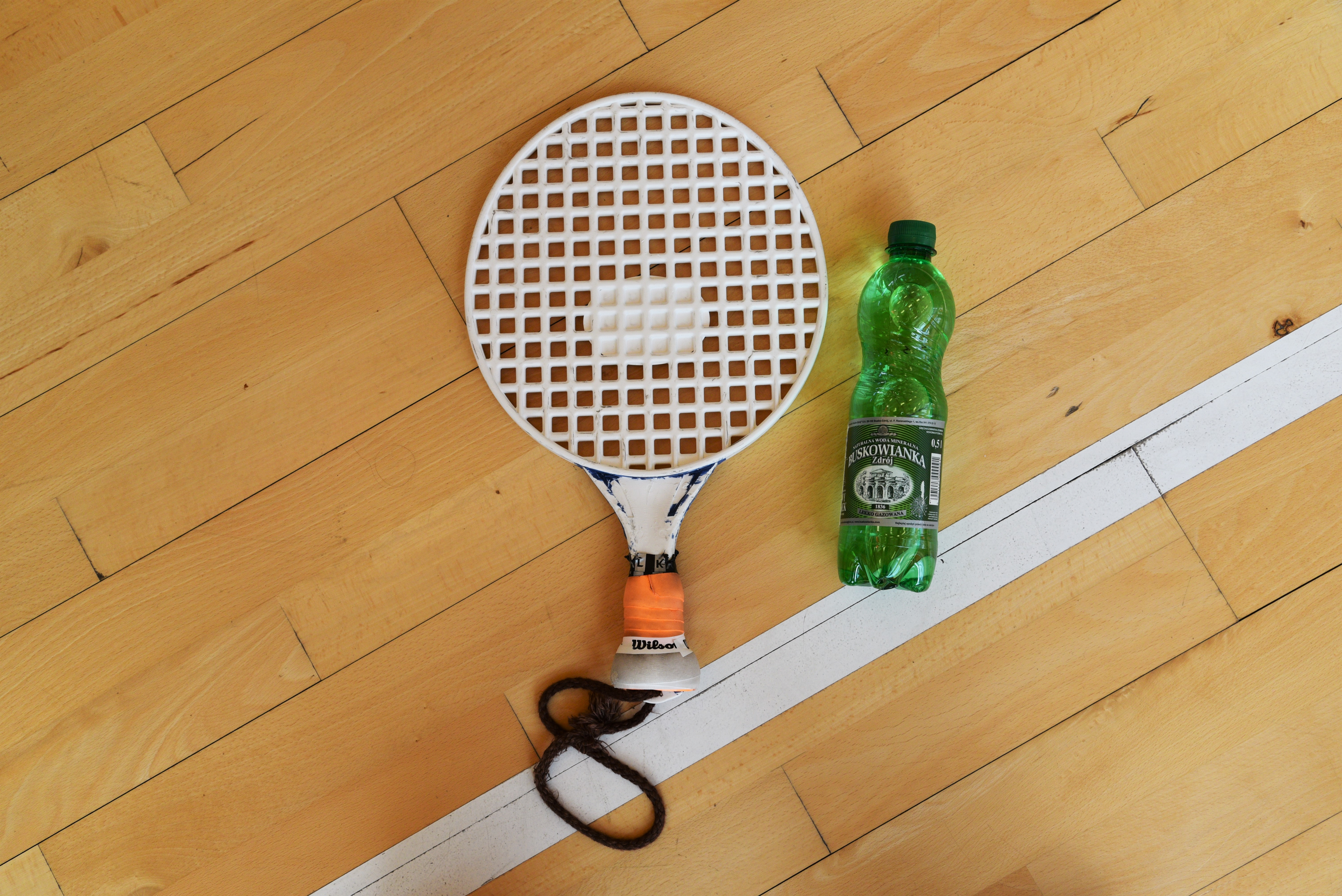
Rakieta do gry w speed-ball

### Rakieta
- Rakieta do gry w speed-ball wykonana jest ze sztywnego plastiku.
- Powierzchnia uderzająca piłkę jest płaska i perforowana.
- Uchwyt rakiety pokryty jest gumą, dzięki czemu rakieta lepiej leży w ręce.
- Rakieta nie powinna mieć żadnych uszkodzonych części na całej powierzchni.

### Piłka
- Piłka do gry w speed-ball ma wielkość podobną do piłeczki tenisowej, wykonana jest z gumy i ma charakterystyczny, eliptyczny kształt.
- Piłka jest przymocowana do jednego końca żyłki o grubości 2 ± 0,2 mm i długości 1,5 m.
- Drugi koniec żyłki przymocowany jest do plastikowego kółka, które osadzone jest na szpulce znajdującej się na szczycie statywu.

### Statyw
- Całkowita wysokość statywu do gry w speed-ball wynosi 175 ± 2 cm.
- Na statyw do gry w speed-ball składają się:
  - Maszt o wysokości 1,7 m i średnicy 3 ± 0,5 cm,
  - Podstawa,
  - Szpulka.

### Podstawa

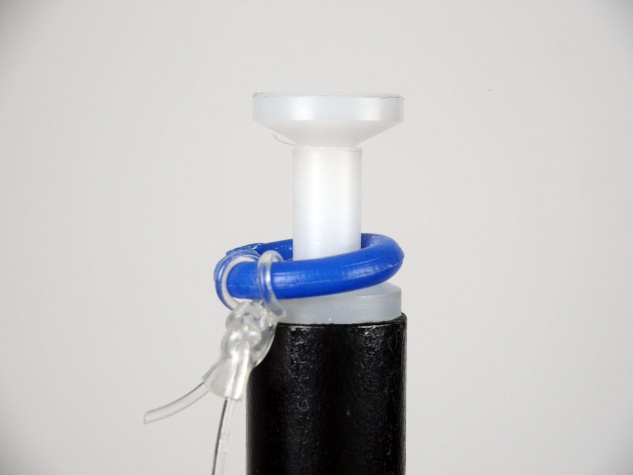
Szpulka do mocowania piłki na statywie

- Podstawa statywu do gry w speed-ball może być wykonana z metalu lub żelbetonu. Do celów rekreacyjnych można stosować plastikowe, wypełnione wodą lub piaskiem, jednak zazwyczaj okazują się one niestabilne, co skłania nawet amatorów gry w speed-ball do zakupu stabilnej podstawy metalowej.
- Podstawy wykorzystywane w profesjonalnych zawodach nie powinny ważyć mniej niż 50 kg. Do celów rekreacyjno-amatorskich w zupełności wystarcza podstawa o masie około 25 kg.
- Podstawa powinna mieć nie więcej niż 60 cm średnicy i taką wysokość, aby cały statyw mierzył 175 ± 2 cm wysokości.

### Szpulka
Bardzo ważny element wyposażenia, który wieńczy statyw oraz pozwala na szybkie i łatwe mocowanie piłki. Szpulka zazwyczaj jest wykonana z wytrzymałego tworzywa sztucznego.

### Kort
- Kort do Super Solo oraz do Solo Relay nie powinien być mniejszy niż 4×4 metry
- Kort do gry singlowej nie powinien być mniejszy niż 6×6 metrów, podzielony na dwie części neutralną strefą o szerokości 60 cm.
- Kort do gry deblowej nie powinien być mniejszy niż 6×8 metrów, podzielony na dwie części neutralną strefą o szerokości 60 cm.

## Zasady
Istnieje kilka konkurencji, w których rozgrywane są zawody w speed-ballu.
Gra singlowa
- Jest to gra pomiędzy dwoma zawodnikami;
- W każdym przedziale wiekowym istnieje podział na kategorie mężczyzn i kobiet;
- Grę rozgrywa się do 10 punktów, mecz wygrywa zawodnik po wygraniu dwóch lub trzech setów;
- Grę rozpoczyna się, serwując zgodnie z ruchem wskazówek zegara (prawą ręką forhendem lub lewą ręką bekhendem);
- Po każdym zdobytym punkcie następuje zmiana serwującego powodująca zmianę kierunku gry;
- Zawodnik zdobywa punkt, jeśli po jego uderzeniu piłka dwukrotnie okrąży statyw bez uderzenia ze strony przeciwnika;
- Zawodnik zdobywa punkt jeśli jego przeciwnik:

1. Uderzy piłkę tak, iż ta uderzy w statyw;
2. Wejdzie na strefę neutralną (strefa oddzielająca połowy kortu o szerokości 60 cm);
3. Wypuści rakietę z ręki;
4. Uderzy żyłkę, a nie piłkę.

- Serwis

1. Powinien zostać wykonany w płaszczyźnie poziomej;
2. Podczas serwisu zawodnik powinien jedną nogę ustawić na linii serwisowej zlokalizowanej na środku jego połowy kortu. Niespełnienie tego warunku uważane jest za błąd serwisowy;
3. Serwis nie powinien poruszyć statywu. Jeżeli poruszy, jest to błąd serwisowy;
4. Jeśli zawodnik popełni błąd serwisowy, to serwis jest powtarzany;
5. Powtórzenie błędu serwisowego skutkuje utratą punktu.

Gra deblowa
- Każda drużyna składa się z dwójki zawodników (dwóch mężczyzn, dwóch kobiet lub kobiety i mężczyzny);
- Każdy zawodnik z drużyny zagrywa kolejno;
- Jeśli zawodnik A z drużyny A-B zagrywa, odbiera zawodnik X z drużyny X-Y. Przy zagrywce zawodnika X odbiera zawodnik B itd.;
- Na początku meczu wybiera się drużynę serwującą i odbierającą w pierwszym secie, w kolejnym secie następuje zmiana. Przywilejem drużyny odbierającej pierwszą piłkę w secie jest możliwość wyboru zawodnika odbierającego (w ten sposób ustalona zostaje kolejność uderzeń);
- W przypadku tie breaka następuje kolejne losowanie.

Super Solo
- Jest to gra indywidualna na czas;
- Każdy zawodnik uderza piłkę w obie strony (backhand, forehand itd.);
- Liczona jest ilość uderzeń na minutę;
- Każdy zawodnik powinien rozegrać cztery jednominutowe gry, w kolejności: prawa ręka, lewa ręka, obie ręce forehand, obie ręce backhand. Przerwa pomiędzy kolejnymi typami powinna wynosić 30 sekund;
- Wygrywa zawodnik, który zdobędzie najwięcej punktów po zsumowaniu wszystkich czterech wyników;
- Rekord Świata mężczyzn wynosi 606 i ustanowił go podczas Mistrzostw Świata w Krakowie w 2015 roku Mohammed NAGY z Egiptu;
- Rekord Świata kobiet wynosi 549 i ustanowiła go podczas Mistrzostw Świata w Krakowie w 2015 roku Asmaa Abdelaal z Egiptu;

Solo Relay
- Gra sztafetowa. Każda drużyna składa się z czterech zawodników.
- Każdy zawodnik gra jedną z pozycji gry solowej przez 30 sekund, następnie na sygnał bez zatrzymania piłki wchodzi kolejny zawodnik uderza piłkę w kolejnej pozycji solowej
- Wynik drużyny to suma wszystkich uderzeń wszystkich zawodników.

## Historia
Początki gry speed-ball nie sięgają daleko wstecz i wiąże się z nimi krótka, acz ciekawa historia. Miała ona miejsce w Egipcie na początku lat sześćdziesiątych ubiegłego stulecia. Pewien dziesięcioletni chłopiec, Hussein Lotfy, trenował tenis ziemny pod okiem swojego ojca, Mohammada. Pan Mohammed zauważył, że podczas treningów syna wiele piłek pęka i nie nadaje się do użytku. Chciał jednak móc jeszcze je wykorzystać. Znalazł zatem sposób na trenowanie refleksu chłopca, polegający na połączeniu piłki ze statywem za pomocą żyłki tak, aby po uderzeniu piłka mogła się swobodnie obracać dookoła statywu. Wkrótce zauważył, że dzięki takiemu rozwiązaniu bardziej efektywnie można ćwiczyć nie tylko refleks, ale także uderzanie piłki, szybkość, kondycję i siłę.
Hussein zaczął trenować ogrodzie Państwa Lotfych, a u jego ojca zrodził się pomysł zupełnie nowego sportu wykorzystującego rakiety i piłki. Zaczął grać ze swoim synem, a niedługo później zaangażował również resztę rodziny do gry deblowej. Pierwotnie grę nazywali Beach-ball, głównie z uwagi na to, że grając na słonecznych plażach Aleksandrii przyciągali całe grupy ludzi, przez co gra w błyskawicznym tempie zyskiwała nowych entuzjastów. Zauważając szybki wzrost zainteresowania grą, zdecydowali, że powinna ona stać się nowym sportem, a nie jedynie rekreacyjną rozrywką plażową.
Pierwszy profesjonalny kort do gry powstał w mieście Port Said, gdzie mieszkali Państwo Lotfy. Nowy sport zarejestrowany został w 1962 roku pod nazwą Turning-Ball. Jeszcze tego samego roku rozegrane zostały pierwsze oficjalne zawody. Prosta, a zarazem ciekawa gra przyciągała młodzież do organizowanych i zakrojonych na coraz szerszą skalę spotkań.

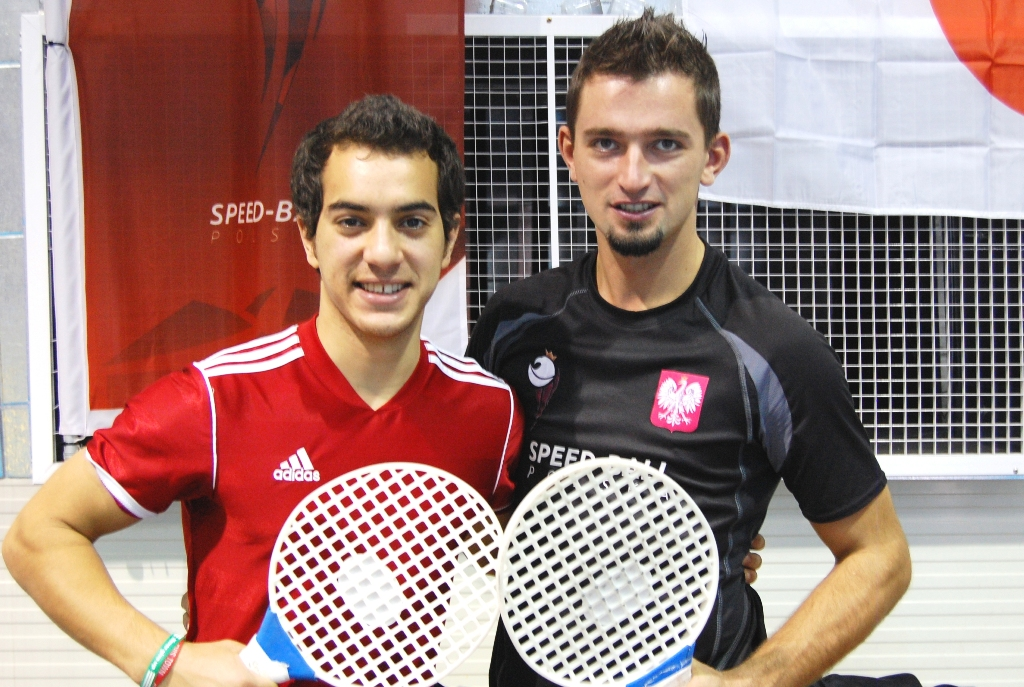
Ali Imam (rekordzista świata i mistrz świata w Super Solo), Przemysław Wolan (z prawej).

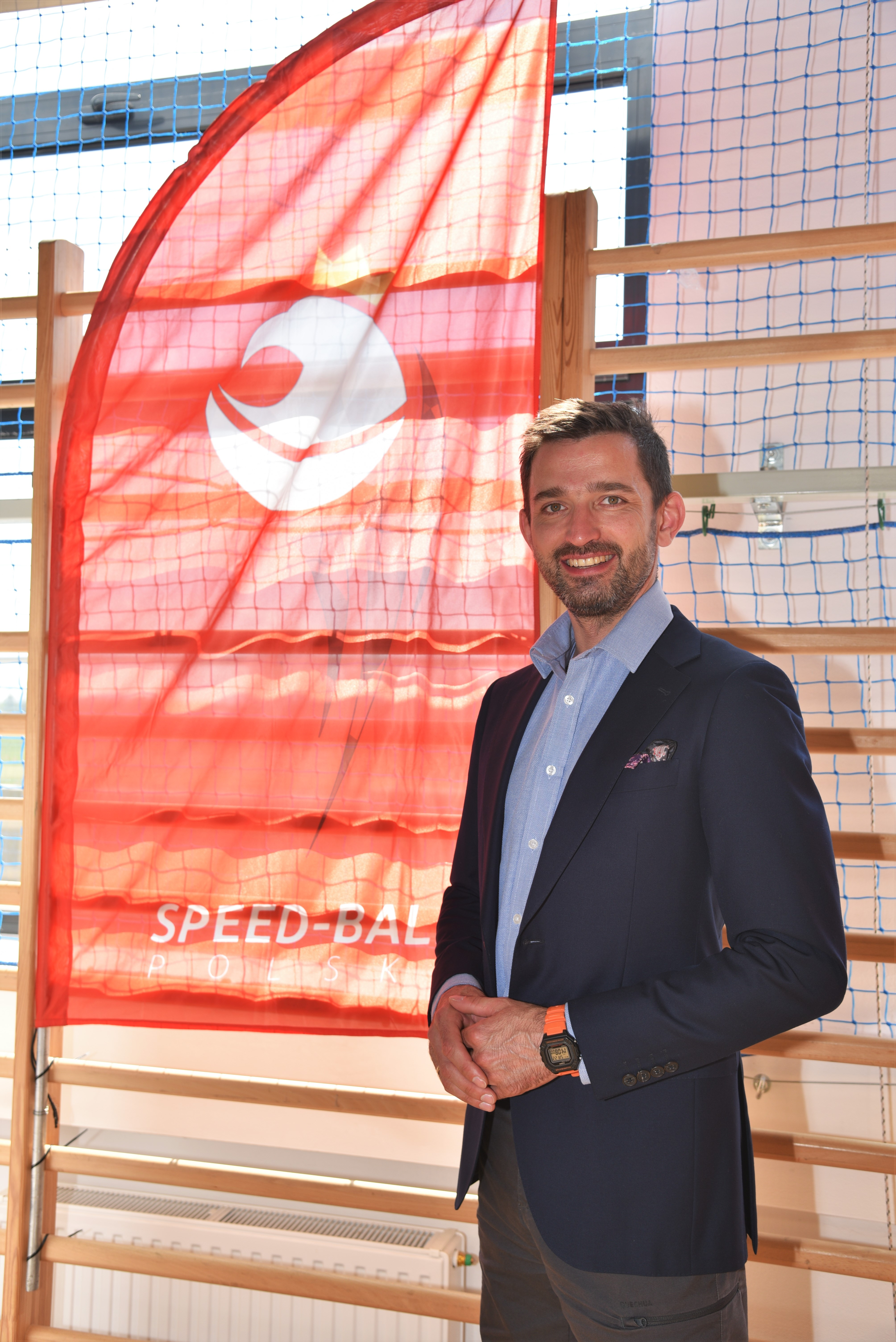
Przemysław Wolan, prekursor speed-ball w Polsce, Prezes Zarządu Speed-ball Polska. Wiślica, 22.04.2023 r.

Od tamtego czasu wynalazca sportu ciągle rozwijał zasady i wprowadzał ulepszenia w sprzęcie. Piłka do gry, od zniszczonych piłek tenisowych, przeszła długą drogę aż do specjalnie zaprojektowanego kształtu, i wykonania z jednego kawałka specjalnej gumy. Rakieta, począwszy od rakiet tenisowych, które okazały się nieco za duże i przez to nieporęczne, przez rakiety drewniane dotarła do obecnego kształtu, który od 1985 roku chroniony jest patentem z USA. Zmianom ulegała również żyłka mocująca i szpulka u szczytu statywu. Finalny kształt całości wyposażenia i samej gry uformowany został w 1984 roku i ochroniony patentem pod nazwą Speed-ball.
W roku 1984 powstała Egipska Federacja Speed-balla z Prezydentem Lotfym na czele. W tym samym roku rozegrane zostały pierwsze Mistrzostwa Egiptu. Rok później, po prezentacji sportu w kilku krajach Europy i Azji powstała Międzynarodowa Federacja Speed-balla. W jej skład wchodził Egipt oraz inne kraje, jak Japonia i Francja. Pierwsze Mistrzostwa Świata w Speed-ball rozegrane zostały w Kairze w 1986 roku. Od tego czasu impreza rozgrywana jest corocznie, a sport ciągle zyskuje na popularności. Do federacji dołączyły również kolejne kraje, jak Szwecja, USA, Kanada czy Dania.

### Historia w Polsce
Speed-ball w Polsce zaszczepił Przemysław Wolan. Jego pierwszy kontakt z tym sportem miał miejsce w połowie 2013 roku, kiedy to spędzał wakacje w Egipcie. Niecodzienna dyscyplina sportu spodobała mu się na tyle, że już w lutym 2014 roku dzięki pomocy i wsparciu Międzynarodowej Federacji Speed-ball wziął udział w XXVI Mistrzostwach Świata w Kuwejcie, gdzie w konkurencji SUPER-SOLO zajął 9. miejsce personalnie i 6. dla Polski.
Ponieważ wyjazd do Kuwejtu i wszystkie związane z nim koszty musiał pokryć z własnej kieszeni postanowił  założyć Stowarzyszenie Miłośników Sportu Speed-ball Polska, którego celem jest nie tylko propagowanie Speed-ball w Polsce, ale głównie pomaganie zawodnikom w doskonaleniu umiejętności i wspieranie ich wysiłków podczas zawodów międzynarodowych.
Dzięki błyskawicznym działaniom Speed-ball Polska już w listopadzie 2015 w Krakowie zorganizowane zostały kolejne Mistrzostwa Świata, gdzie podopieczna Przemysława Wolana Martyna Dudek zdobyła Historyczny, Pierwszy brązowy medal w singlu kobiet w turnieju głównym.
Początkiem sierpnia 2016 Speed-ball Polska zorganizowało obóz treningowy dla swoich podopiecznych z udziałem pochodzących z Egiptu 4 najlepszych zawodników na Świecie i ich trenera. Dzięki temu Polscy zawodnicy zyskali umiejętności, które pozwoliły im solidnie przygotować się do pierwszych Mistrzostw Polski i wyjazdu na Kolejne Mistrzostwa Świata.
Pierwsze Mistrzostwa Polski w Speed-ball odbyły się w Krakowie w październiku 2016 i były one jednocześnie eliminacjami do wyjazdu na XVIII Mistrzostwa Świata do Tunezji.
Na Pierwszych Mistrzostwach Polski triumfowali:
- Gabriella Lopez – singiel kobiet
- Katarzyna Pawlaczyk – super-solo kobiet
- Rafał Druzgała – singiel mężczyzn
- Przemysław Wolan – super-solo mężczyzn

Do wyjazdu na Mistrzostwa Świata z drugich miejsc zakwalifikowali się dodatkowo:
- Martyna Dudek
- Zbigniew Bizoń[6]

XXVIII Mistrzostwa Świata w Tunezji były dla Polskiej Reprezentacji przełomowe. W zawodach wzięło udział 18 ekip z całego Świata, a Polscy reprezentanci wywalczyli 5 kompletów brązowych medali, trzy w konkurencjach juniorskich i 2 w seniorskich:
- super-solo juniorzy [U18] – Rafał Druzgała
- gra singlowa juniorki – Martyna Dudek
- gra singlowa juniorzy – Rafał Druzgała
- debel kobiet – Martyna Dudek i Gabriella Lopez
- debel mix – Martyna Dudek i Rafał Druzgała

Na koniec 2016 roku w speed-ball Polacy grają już w 7 województwach, a Zarząd Speed-ball Polska do 2019 chce stworzyć Polski Związek Sportowy Speed-ball.

## II Mistrzostwa Polski Speed-ball Kraków 2017
23-24 września 2017 roku odbyły się II Mistrzostwa Polski udział wzięło 106 zawodników ze wszystkich województw.

### Super Solo
U13 Kobiety:
1. Ryś Marcelina (Sportownia Speed-Ball Poręba)
2. Lopez Marta (Speed-ball Kraków)
3. Matusiak Kinga (Speed-ball Rudniki)

U13 Mężczyźni:
1. Rębacz Jakub (Speed-Ball Nawodzice)
2. Nowakowski Karol (Speed-ball Kraków)
3. Matusiak Bartosz (Speed-ball Rudniki)

U18 Kobiety:
1. Lach Laura (Speed-ball Kraków)
2. Matusiak Magdalena (Speed-ball Rudniki)
3. Dudek Martyna (Speed-ball Kraków)

U18 Mężczyźni:
1. Matras Dawid (Speed-ball Kraków)
2. Włóka Jan (Speed-ball Rudniki)
3. Jachymski Jakub (Speed-ball Rudniki)

Open Kobiety:
1. Pawlaczyk Katarzyna (Speed-ball Rudniki)
2. Lach Laura (Speed-ball Kraków)
3. Matusiak Magdalena (Speed-ball Rudniki)

Open Mężczyźni:
1. Bizoń Zbigniew (Sportownia Speed-Ball Dobczyce)
2. Wolan Przemek (Speed-ball Kraków)
3. Bizoń Tomasz (Sportownia Speed-Ball Dobczyce)

### Rozgrywki Singlowe
U13 Kobiety:
1. Matusiak Kinga (Speed-ball Rudniki)
2. Miłek Patrycja (Speed-ball Kraków)
3. Lopez Marta (Speed-ball Kraków)

U13 Mężczyźni: 
1. Matusiak Bartosz (Speed-ball Rudniki)
2. Rębacz Jakub (Speed-Ball Nawodzice)
3. Nowakowski Karol (Speed-ball Kraków)

U18 Kobiety:
1. Dudek Martyna (Speed-ball Kraków)
2. Lopez Gabriela (Speed-ball Kraków)
3. Lach Laura (Speed-ball Kraków)

U18 Mężczyźni:
1. Matras Dawid (Speed-ball Kraków)
2. Dolik Jan (Speed-ball Rudniki)
3. Jan Włóka (Speed-ball Rudniki)

Open Kobiety:
1. Dudek Martyna (Speed-ball Kraków)
2. Lopez Gabriela (Speed-ball Kraków)
3. Pawlaczyk Katarzyna (Speed-ball Rudniki)

Open Mężczyźni:
1. Druzgała Rafał (Speed-ball Kraków)
2. Wolan Przemysław (Speed-ball Kraków)
3. Matras Dawid (Speed-ball Kraków)

Reprezentacja Polski na XXIX Mistrzostwa Świata 2017:
- Pawlaczyk Katarzyna (Speed-ball Rudniki)
- Dudek Martyna (Speed-ball Kraków)
- Lopez Gabriela (Speed-ball Kraków)
- Bizoń Zbigniew (Sportownia Speed-Ball Dobczyce)
- Druzgała Rafał (Speed-ball Kraków)
- Wolan Przemysław (Speed-ball Kraków)

## XXIX Mistrzostwa Świata Speed-ball Sharm-el-Sheikh 2017
Mistrzostwa Świata w Speed-ball zostały zorganizowane przez Federację Międzynarodową w Sharm-el-Sheikh w Egipcie w dniach 27-30 października. Biało-czerwoni startowali we wszystkich konkurencjach: singlu, deblu, sztafecie (solo relay) i grze indywidualnej na czas (super-solo). Rozgrywki toczyły się w kategorii juniorskiej i seniorskiej z podziałem na płeć. W zawodach brały udział reprezentacje siedemnastu krajów z Europy, Afryki i Azji.
Osiągnięcia reprezentacji Polski:

### Osiągnięcia w kategorii juniorskiej
- Srebro w grze singlowej dziewcząt – Martyna Dudek
- Brąz w grze singlowej chłopców – Rafał Druzgała
- Brąz w super solo dziewcząt – Martyna Dudek
- Brąz w deblu mieszanym – duet Gabriella Lopez, Rafał Druzgała

### Osiągnięcia w kategorii seniorskiej
- Srebro w deblu kobiet – duet Martyna Dudek, Gabriella Lopez
- Brąz w konkurencji solo-relay – Bizoń, Dudek, Pawlaczyk, Wolan

### Dodatkowo
- Czwarte miejsce w super-solo kobiet – Katarzyna Pawlaczyk (trzy punkty poza podium) z rekordem Polski 433
- Szóste miejsce w super-solo mężczyzn – Zbigniew Bizoń z rekordem Polski 485
- Czwarte miejsce w deblu mieszanym seniorów – duet Martyna Dudek, Rafał Druzgała po wyrównanym meczu z Japończykami

## III Mistrzostwa Polski Speed-ball Kraków 2018

### Super Solo
U14 Kobiety:
1. Mistarz Iwona (Speed-ball Sportownia)
2. Lopez Marta(Speed-ball KRK),  Ryś Marcelina (Speed-ball Sportownia)
3. Miłek Patrycja (Speed-ball KRK)

U14 Mężczyźni:
1. Pasztyła Sergiusz (Speed-ball KRK)
2. Dwornik Jakub  (Speed-ball Rudniki)
3. Płachno Błażej (Speed-ball Sportownia)

U18 Kobiety:
1. Lach Laura (Speed-ball KRK)
2. Matusiak Magdalena (Speed-ball Rudniki)
3. Bochen Kamila (Speed-ball Chełm)

U18 Mężczyźni:
1. Jachymski Jakub (Speed-ball Rudniki)
2. Dolik Jan
3. Włóka Jan (Speed-ball Rudniki), Ignasiak Patryk (Speed-ball Rudniki)

Open Kobiety:
1. Pawlaczyk Katarzyna (Speed-ball Rudniki)
2. Lach Laura (Speed-ball KRK)
3. Matusiak Magdalena (Speed-ball Rudniki)

Open Mężczyźni:
1. Rzedzicki Mariusz (Speed-Ball Lublin)
2. Bizoń Zbigniew (Speed-ball Sportownia)
3. Ignasiak Patryk (Speed-ball Rudniki), Bizoń Tomasz (Speed-ball Sportownia)

### Rozgrywki Singlowe
U14 Kobiety:
1. Matusiak Kinga (Speed-ball Rudniki)
2. Mistarz Iwona (Speed-ball Sportownia)
3. Ryś Marcelina  (Speed-ball Sportownia)

U14 Mężczyźni: 
1. Dwornik Jakub  (Speed-ball Rudniki)
2. Pasztyła Sergiusz (Speed-ball KRK)
3. Nowakowski Karol (Speed-ball KRK)

U18 Kobiety:
1. Matusiak Magdalena (Speed-ball Rudniki)
2. Lach Laura (Speed-ball KRK)
3. Malik Alicja  (Speed-ball KRK)

U18 Mężczyźni:
1. Włóka Jan (Speed-ball Rudniki)
2. Jachymski Jakub (Speed-ball Rudniki)
3. Dolik Jan (Speed-ball Rudniki)

Open Kobiety:
1. Dudek Martyna (Speed-ball KRK)
2. Pawlaczyk Katarzyna (Speed-ball Rudniki)
3. Matusiak Magdalena (Speed-ball Rudniki)

Open Mężczyźni:
1. Włóka Jan (Speed-ball Rudniki)
2. Bizoń Zbigniew (Speed-ball Sportownia)
3. Wolan Przemysław (Speed-ball KRK)

Reprezentacja Polski na XXX Mistrzostwa Świata Kuwejt 2018:
- Bizoń Zbigniew (Speed-ball Sportownia)
- Dudek Martyna (Speed-ball KRK)
- Lach Laura  (Speed-ball KRK)
- Matusiak Magdalena (Speed-ball Rudniki)
- Pawlaczyk Katarzyna (Speed-ball Rudniki)
- Rzedzicki Mariusz (Speed-Ball Lublin)
- Włóka Jan (Speed-ball Rudniki)
- Trener Kadry Narodowej: Wolan Przemysław

## XXX Mistrzostwa Świata Speed-ball Kuwejt 2018
XXX jubileuszowe Mistrzostwa Świata w Speed-ball zostały zorganizowane w Kuwejcie w dniach 27-28 października. Biało-czerwoni  kolejny już raz startowali we wszystkich konkurencjach: singlu, deblu, sztafecie (solo relay) i grze indywidualnej na czas (super-solo). Rozgrywki toczyły się w kategorii juniorskiej i seniorskiej z podziałem na płeć. W zawodach brały udział reprezentacje z 13 krajów z Europy, Afryki i Azji.

### Osiągnięcia w kategorii juniorskiej
- Brąz w grze singlowej dziewcząt – Martyna Dudek
- Brąz w super solo dziewcząt – Laura Lach

### Dodatkowo
- Czwarte miejsce w  grze singlowej w kategorii juniorów zajmują:  Magdalena Matusiak ,  Jan włóka, w kategorii seniorów Zbigniew Bizoń.
- Czwarte miejsce w grze podwójnej kategorii seniorów duety: Magdalena Matusiak i Martyna Dudek, oraz w kategorii seniorów  Jan Włóka i Zbigniew Bizoń.
- Piąte miejsce w super-solo mężczyzn : Mariusz Rzedzicki.
- Czwarte miejsce w deblu mieszanym seniorów : duet Magdalena Matusiak i Jan Włóka.
- Czwarte miejsce w grze sztafetowej solo relay drużyna w składzie: Katarzyna Pawlaczyk, Laura Lach, Zbigniew Bizoń i Mariusz Rzedzicki.

## IV Mistrzostwa Polski Speed-ball  – Chełm 2019
Po raz pierwszy na Mistrzostwach Polski wprowadzona została kategoria wiekowa U- 10 dla dzieci urodzonych w roku 2009 i młodszych.

### Super Solo
U10 Kobiety:
1. Siedlecka Łucja (Łączy Nas Speed-ball Chełm)
2. Rzedzicka Aleksandra (Speed-Ball Lublin)
3. Michałowska Weronika (Speed-ball Chełm)

U10 Mężczyźni:
1. Malina Wojciech (Speed-ball Sportownia)
2. Włóka Antoni (Speed-ball Rudniki)
3. Pawlaczyk Bartosz (Speed-ball Rudniki)

U14 Kobiety:
1. Ryś Marcelina  (Speed-ball Sportownia)
2. Miłek Patrycja  (Speed-ball KRK)
3. Rajca Emilia  (Speed-ball KRK)

U14 Mężczyźni:
1. Dwornik Jakub  (Speed-ball Rudniki)
2. Janczak  Jakub (Speed-ball Sportownia)
3. Płachno Błażej (Speed-ball Sportownia)

U18 Kobiety:
1. Lach Laura (Speed-ball KRK)
2. Wiktoria Murzyn  (Speed-ball Sportownia)
3. Bochen Kamila (Łączy Nas Speed-ball Chełm)

U18 Mężczyźni:
1. Ignasiak Patryk  (Speed-ball Rudniki)
2. Włóka Jan (Speed-ball Rudniki)
3. Żurowicz Damian (Speed-ball KRK)

Open Kobiety:
1. Lach Laura (Speed-ball KRK)
2. Wiktoria Murzyn  (Speed-ball Sportownia)
3. Pawlaczyk Katarzyna (Speed-ball Rudniki)

Open Mężczyźni:
1. Bizoń Zbigniew (Speed-ball Sportownia)
2. Rzedzicki Mariusz (Speed-Ball Lublin)
3. Ignasiak Patryk (Speed-ball Rudniki)

### Rozgrywki Singlowe
U10 Kobiety:
1. Siedlecka Łucja (Łączy Nas Speed-ball Chełm)
2. Rzedzicka Aleksandra (Speed-Ball Lublin)
3. Michałowska Weronika (Łączy Nas Speed-ball Chełm)

U10 Mężczyźni: 
1. Paruch Olaf (Speed-ball Rudniki)
2. Malina Wojciech (Speed-ball Sportownia)
3. Włóka Antoni (Speed-ball Rudniki)

U14 Kobiety:
1. Ryś Marcelina (Speed-ball Sportownia)
2. Miłek Patrycja (Speed-ball KRK)
3. Rajca Emilia (Speed-ball KRK)

U14 Mężczyźni: 
1. Dwornik Jakub   (Speed-ball Rudniki)
2. Matusiak Bartosz  (Speed-ball Rudniki)
3. Nowakowski Karol  (Speed-ball KRK)

U18 Kobiety:
1. Matusiak Magdalena (Speed-ball Rudniki)
2. Ryś Marcelina (Speed-ball Sportownia)
3. Lach Laura (Speed-ball KRK)

U18 Mężczyźni:
1. Włóka Jan (Speed-ball Rudniki)
2. Pasztyła Sergiusz (Speed-ball KRK)
3. Urbaniak Adam (Speed-ball Sportownia)

Open Kobiety:
1. Matusiak Magdalena (Speed-ball Rudniki)
2. Dudek Martyna (Speed-ball KRK)
3. Lach Laura (Speed-ball KRK)

Open Mężczyźni:
1. Włóka Jan (Speed-ball Rudniki)
2. Bizoń Zbigniew (Speed-ball Sportownia)
3. Matras Dawid  (Speed-ball KRK)

Reprezentacja Polski na XXXI Mistrzostwa Świata Francja 2019:
- Bizoń Zbigniew (Speed-ball Sportownia)
- Dudek Martyna (Speed-ball KRK)
- Lach Laura  (Speed-ball KRK)
- Matusiak Magdalena (Speed-ball Rudniki)
- Murzyn Wiktoria (Speed-ball Sportownia)
- Rzedzicki Mariusz (Speed-Ball Lublin)
- Włóka Jan (Speed-ball Rudniki)
- Trener Kadry Narodowej: Wolan Przemysław

## Kalendarz imprez Speed-Ball na rok 2019
W kalendarzu imprez w Polskim Speed-Ball na rok 2019 pojawia się cykl turniejów składający się na Puchar Polski:
- III Międzywojewódzkie Mistrzostwa w Speed-Ball – Dobczyce
- II Turniej Speed-Ball o Puchar Prezydenta Miasta Krakowa
- IV Mistrzostwa Polski w Speed-ball – Chełm

Klasyfikacja pucharowa prowadzona była w dwóch kategoriach wiekowych U14 i OPEN.
Zwycięzcy Pucharu polski w Kategorii U-14 dziewcząt:
- Ryś Marcelina
- Miłek Patrycja
- Rajca Emilia

Zwycięzcy Pucharu polski w Kategorii U-14 chłopców:
- Dwornik Jakub
- Płachno Błażej
- Matusiak Bartosz

Zwycięzcy Pucharu polski w Kategorii Open kobiet:
- Matusiak Magdalena
- Dudek Martyna
- Murzyn Wiktoria

Zwycięzcy Pucharu polski w Kategorii Open mężczyzn:
- Bizoń Zbigniew
- Ignasiak Patryk
- Bizoń Tomasz

## Największe ośrodki treningowe w Polsce
- Speed-ball Kraków – Pierwszy i zarazem największy ośrodek treningowy w Polsce. Obejmuje tereny Krakowa i okolic, gdzie trenuje ponad 50 osób.
- Speed-ball Rudniki – Drugi ośrodek treningowy w Polsce pod względem ilości zawodników ich umiejętności i osiągnięć.
  - Katarzyna Pawlaczyk – złoto w super-solo oraz brąz w grze singlowej Mistrzostw Polski – Kraków 2016, czwarte miejsce w super-solo oraz solo-relay na Mistrzostwach Świata – Tunezja 2016
  - Aleksandra Materak – dwa brązowe medale w super- solo oraz w singlu juniorek na Mistrzostwach Polski – Kraków 2016
- Speed-ball Śląsk – ośrodek Prowadzony od 2014 przez Andrzeja Marie
  - Andrzej Marie – 5. miejsce w solo relay na Mistrzostwach Świata – Kraków 2015
- Sportownia Speed-ball
- ŁĄCZY NAS Speed-Ball CHEŁM